# Kaiser Franz Joseph I
Kaiser Franz Joseph I – kołowy parowiec austriacki, nazwany tak na cześć cesarza Austrii, Franciszka Józefa I.
Parowiec ten został użyty 22 kwietnia 1854, podczas podróży przyszłej małżonki cesarza, Elżbiety Bawarskiej po Dunaju. Elżbieta wraz z towarzyszącą świtą wsiadła na statek w Linzu, a dalsza trasa wodna biegła przez Melk, zamek Dürstein, miejscowości okręgu Wachau-Stein, Krems an der Donau, Tulln an der Donau oraz Klosterneuburg, gdzie nastąpił postój. Następnie parowiec uroczyście wpłynął do Nussdorfu, wówczas samodzielnej gminy, obecnie dzielnicy Wiednia, gdzie przyszła cesarzowa zeszła na ląd. Cała trasa rzeką została odświętnie przystrojona, młodą księżniczkę witały tłumy ludzi, a w stolicy huk armat i bicie dzwonów we wszystkich kościołach. W Nussdorfie Elżbietę osobiście przywitał cesarz. Ruch na Dunaju został wstrzymany.
Statek był jednym z najwspanialszych, jakie wówczas pływały po Dunaju. Silniki posiadały moc 140 KM; wyprodukowano je w Londynie. Wyposażenie było bardzo bogate - kajutę Elżbiety obito purpurowym aksamitem, na pokładzie znajdowała się ogród różany z altaną, gdzie młoda księżniczka mogła odpoczywać. Burty statku przystrojone były girlandami oraz flagami bawarskimi i żółto-czarnymi Habsburgów.